# Ismael Silva Lima
Ismael Silva Lima, född 1 december 1994 i Rio de Janeiro i Brasilien, är en brasiliansk fotbollsspelare (mittfältare) som spelar för ryska klubben Akhmat Groznyj.

## Klubbkarriär

### Kalmar FF
Ismael skrev på för Kalmar FF 2013 och spelade för föreningen fram till sommaren 2017. Under sin tid i Kalmar FF utsågs han 2016 till Smålands bästa fotbollsspelare.>

### Akhmat Groznyj
Den 9 augusti 2017 blev det officiellt att Ismael Silva Lima lämnade Kalmar FF för spel i ryska klubben Akhmat Groznyj. Den 10 augusti 2017 debuterade Ismael i Premjer-Liga i en 3–2-förlust mot FK Krasnodar, där han blev inbytt i den 70:e minuten mot Philipe Sampaio. Han gjorde även mål på frispark efter endast tre minuter på plan.